# فؤاد صادق مفتي
فؤاد صادق مفتي هو الدبلوماسي والسفير السعودي فؤاد صادق مفتي، يُعدّ مفتي من رعيل الدبلوماسيين السعوديين الأوائل، ولد في المدينة المنورة في المملكة العربية السعودية عام 1938 ، له من الأبناء 3 بنات وابن واحد وزوجته ثريا عطا الله من المدينة المنورة، لفؤاد صادق مفتي عدة مؤلفات هي رواية لحظة ضعف، ومجموعة قصصية أسماها لا.. لم يعد حلما، ومجموعة مقالات جمعت في كتاب صور من الألبوم.

## عن حياته
- درس مراحل التعليم الأولية في المدينة المنورة، وحصل على بكالوريوس في العلوم السياسية والاقتصاد من جامعة القاهرة عام 1960.
- تدرج في عدة مناصب في وزارة الخارجية، حيث عمل بسفارات السعودية، كما عمل مدير عام فرع وزارة الخارجية بالمنطقة الغربية خلال الفترة من عام 1983 إلى عام 1994. كما عمل مستشارا لسفارة المملكة في باريس وسفيرا في نيجيريا ثم الهند، وبعدها عمل مندوبا دائما للمملكة في جامعة الدول العربية بالقاهرة، وبعدها عمل سفيرا في لبنان.[1]
- أُحيل على التقاعد عام 2003، وبقي مقيما وزوجته في العاصمة اللبنانية بيروت حتى وفاته.

## تكريمه
- نال وسام تقديري من جمهورية الكاميرون.
- نال وسام تقديري من جمهورية فرنسا.

## وفاته
توفي فؤاد صادق مفتي في بيروت يوم الجمعة الثالث والعشرين من أبريل من عام 2010م إثر نوبة قلبية مفاجئة، وتم نقل جثمانه إلى المدينة المنورة ودفن فيها في مقبرة البقيع.